# Andreas Michaelis Campanius
Andreas Michaelis Campanius, död 24 november 1687 i Björklinge församling, var en svensk präst.

## Biografi
Andreas Campanius var son till en klockare. Han blev 22 maj 1642 student vid Uppsala universitet. Campanius blev 1649 amiralitetspräst och blev 1655 notarie vid Uppsala domkyrka. Han blev 1655 komminister i Klara församling, tillträdde, 1656 och blev 1 september 1669 kyrkoherde i Björklinge församling, tillträde 1 november 1670. Campanius var riksdagsman vid riksdagen 1672 och blev 12 december 1674 kontraktsprost. Han avled 1687 i Björklinge församling.
Campanius komponerade musik till psalmer.

### Familj
Campanius gifte sig 28 april 1659 i Sankt Nikolai församling med Anna Karckman. Hon var dotter till rådmannen Henrik Karckman och Anna Andersdotter i Stockholm.